# یواس‌اس مک‌جینتی (دی‌یی-۳۶۵)
یواس‌اس مک‌جینتی (دی‌یی-۳۶۵) (به انگلیسی: USS McGinty (DE-365)) یک کشتی بود که طول آن ۳۰۶ فوت (۹۳ متر) بود. این کشتی در سال ۱۹۴۴ ساخته شد.